# Peter Malinauskas
 (avril 2023).
Si vous disposez d'ouvrages ou d'articles de référence ou si vous connaissez des sites web de qualité traitant du thème abordé ici, merci de compléter l'article en donnant les références utiles à sa vérifiabilité et en les liant à la section « Notes et références ».
Peter Bryden Malinauskas , né le 14 août 1980 à Adélaïde, est un homme politique australien qui est le 47e Premier ministre d'Australie-Méridionale depuis 2022. Il est le chef du Parti travailliste d'Australie-Méridionale depuis 2018 et est le député de Croydon.